# Drosanthemum zygophylloides
Drosanthemum zygophylloides är en isörtsväxtart som först beskrevs av L. Bol., och fick sitt nu gällande namn av L. Bol. Drosanthemum zygophylloides ingår i släktet Drosanthemum och familjen isörtsväxter. Inga underarter finns listade i Catalogue of Life.